# 蜀葵之家
蜀葵之家（英語：Hollyhock House），位於美國加利福尼亞州洛杉磯巴恩斯德尔艺术公园內的一座玛雅复兴風格住宅建築，由建築師弗蘭克·勞埃德·賴特設計，於1921年建成，為其在洛杉磯設計的首幢住宅建築。1963年6月1日，該建築被公佈為洛杉磯歷史文化古蹟。1971年5月6日，該建築被美國聯邦政府列入《美國國家史蹟名錄》，2007年4月4日再被公佈為美國國家歷史地標。

## 歷史
蜀葵之家是艾琳·巴恩斯德尔的居所，原本是橄欖山開發計劃的一部份，但她從未在蜀葵之家居住。1919年，巴恩斯德尔買入位於洛杉磯洛斯費利茲的36英亩土地，並將這塊土地命名為「橄欖山」。巴恩斯德尔委托建築師弗蘭克·勞埃德·賴特負責橄欖山開發計劃。開發計劃包括在橄欖山興建她和她的女兒的居所、2座二级住宅、1座劇院、1座導演寓所、1座演員宿舍、供演藝人員使用的工作室、商店和1座戲院。
其後，由於資金不足、時間有限，再加上賴特打算專注在日本帝國飯店的建設以及他與巴恩斯德尔的分歧，賴特被巴恩斯德尔開除。其後巴恩斯德尔聘請鲁道夫·辛德勒繼續建築工程，最後巴恩斯德尔居所在1921年完工。橄欖山發展開發最終只建至巴恩斯德尔居所和二级住宅便停工。巴恩斯德尔將自己的居所以自己最喜歡的花蜀葵命名為「蜀葵之家」。1927年，巴恩斯德尔決定將蜀葵之家及其周圍11英畝的土地捐贈給洛杉磯政府，並改建成以其父親西奥多·巴恩斯德尔命名的公共藝術公園。而蜀葵之家亦在此時開始成為加利福尼亚艺术俱乐部的總部。
1940年代，賴特的長子劳埃德·赖特曾對蜀葵之家進行翻新工程，其後蜀葵之家亦分別在1950年代、1970年代及2000年代獲得翻新。1963年6月1日，蜀葵之家被洛杉矶文化遗产委员会定為洛杉磯歷史文化古蹟，編號為第12號，並在1971年5月6日獲得《美國國家史蹟名錄》收錄。
1989年，蜀葵之家被用作電影《食人妇女在死亡的鳄梨丛林》一片的拍攝場地。1994年北岭地震導致蜀葵之家損毀。2005年，修復隊對此進行修復工作，其後在2012年再度進行翻新工程，並在2015年完成。2014年，蜀葵之家的翻新工程獲得加利福尼亚翻新奖。2015年，蜀葵之家成為美國提名列入《世界遺產名錄》的文物之一。

## 建築特色
蜀葵之家為一座瑪雅復興建築，與此同時亦是一個田园学派风格建筑。由於屋主喜歡蜀葵，故此全屋的裝潢以蜀葵作為主題，並分佈在屋內的屋簷、墙、柱和家具上。與此同時，由於建築師弗蘭克·勞埃德·賴特亦負責日本帝國飯店的建設工程，而諸如觀音像和壁畫等的日本元素亦成為蜀葵之家的建築特色。此外，蜀葵之家的設計亦結合了「地、水、火、風」四元素，壁爐的浮雕代表地，壁爐和火炬燈代表火，天窗代表風，而整座房子則被水包圍。
1940年代勞埃德·賴特對蜀葵之家進行翻新時，亦為蜀葵之家增添諸如地氈等的新的設計元素，其後這些新添置的地氈亦獲得保留。